# Leucothoe
Pour les articles homonymes, voir Leucothoé.
 (avril 2019).
Si vous disposez d'ouvrages ou d'articles de référence ou si vous connaissez des sites web de qualité traitant du thème abordé ici, merci de compléter l'article en donnant les références utiles à sa vérifiabilité et en les liant à la section « Notes et références ».
Genre
Leucothoe est un genre de plantes à fleurs dicotylédones de la famille des Ericaceae et de la sous-famille des Vaccinioideae, originaire d'Amérique du Nord et d'Asie de l'Est, qui comprend une dizaine d'espèces acceptées (seulement 5 à 6 selon certains auteurs).
Ce sont des arbustes pouvant atteindre 3 mètres de haut, rhizomateux, aux feuilles persistantes, coriaces, luisantes.
Les espèces de ce genre contiennent des composés diterpénoïdes, les grayanotoxines, toxiques pour l'homme et les animaux d'élevage.
Certaines espèces sont cultivées pour la qualité ornementale de leur feuillage et de leur floraison. De nombreux cultivars de Leucothoe fontanesiana et Leucothoe axillaris ont été sélectionnés depuis les années 1950.

## Étymologie
Le nom générique, « Leucothoe » est le nom en grec ancien d'une princesse,  Leukothéa (Λευκοθέα), fille d'Orchame, roi de Babylone, qui fut changée en arbre par Appolon, et le nom de cet arbre non identifié sur le plan botanique.

## Caractéristiques générales
Les plantes du genre Leucothoe sont des arbustes à feuilles persistantes, à rhizomes souterrains horizontaux, et aux branches généralement retombantes, plus ou moins arquées (mais dressées chez Leucothoe davisiae). Les branches présentent une moëlle sans diaphragmes, du type Calluna (mais hétérogène chez L. davisiae).

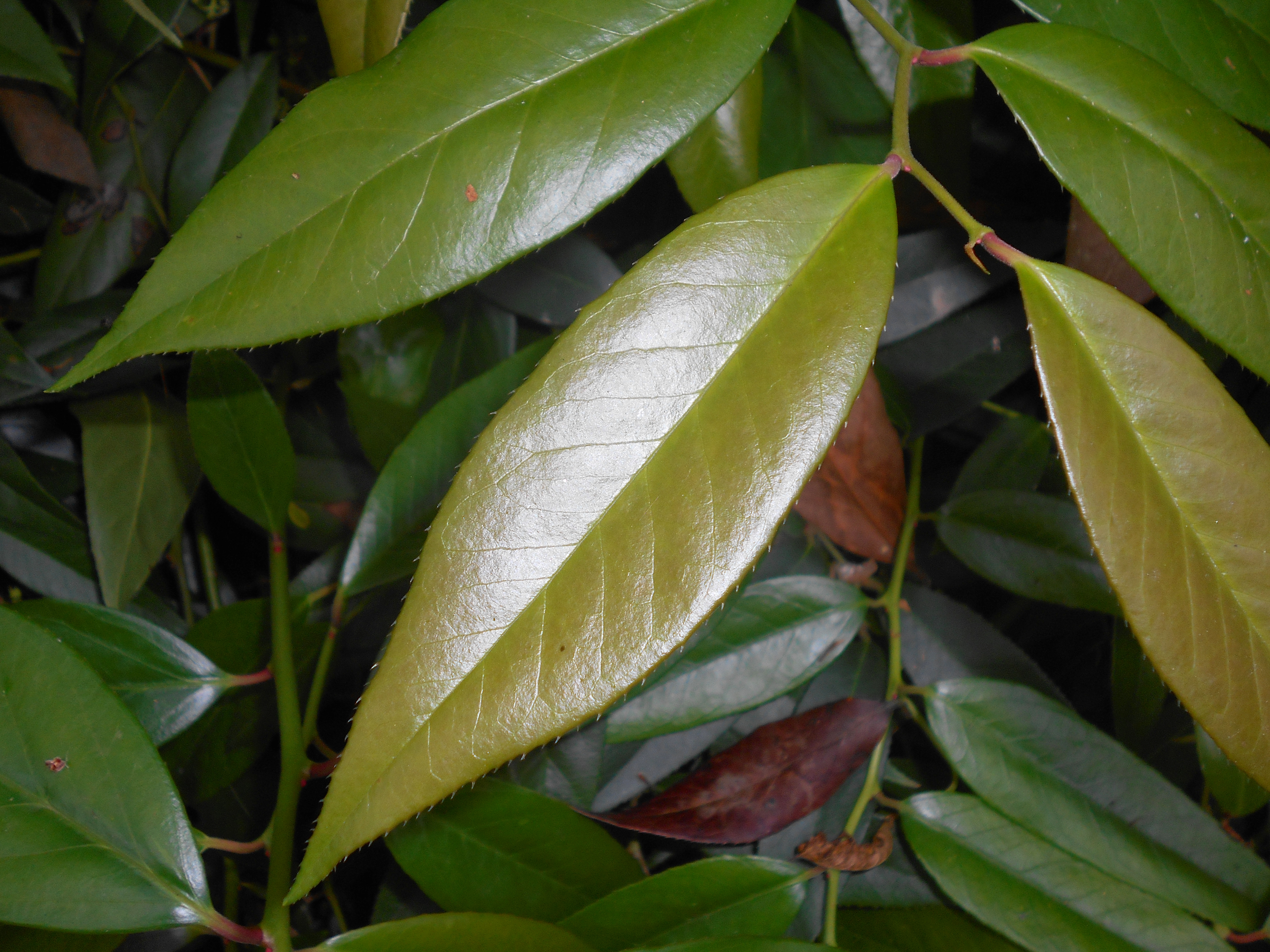
Leucothoe fontanesiana, feuilles (face supérieure - adaxiale).

Les rameaux sont plus ou moins térètes (cylindriques), avec des poils glanduleux épars (absents chez Leucothoe keiskei), ou glabres à modérément pubescents. Les bourgeons, ovales à coniques ou subhémisphériques, sont généralement protégés par 4 écailles (ou plus) imbriquées, glabres, aux marges entières à érodées. 
Les feuilles, alternes, simples, pétiolées sans stipules, coriaces à très coriaces, plates, vert foncé et brillant à la face supérieure et ternes et plus claires à la face inférieure, avec des poils multicellulaires, à tête glandulaire épars sur la face abaxiale, mais absents sur la face adaxiale. Les bords sont plus ou moins nettement serrés (dentelés), la nervation brochidodrome avec nervure médiane proéminente et nervures tertiaires réticulées. Le faisceau vasculaire du pétiole est unifacial,.

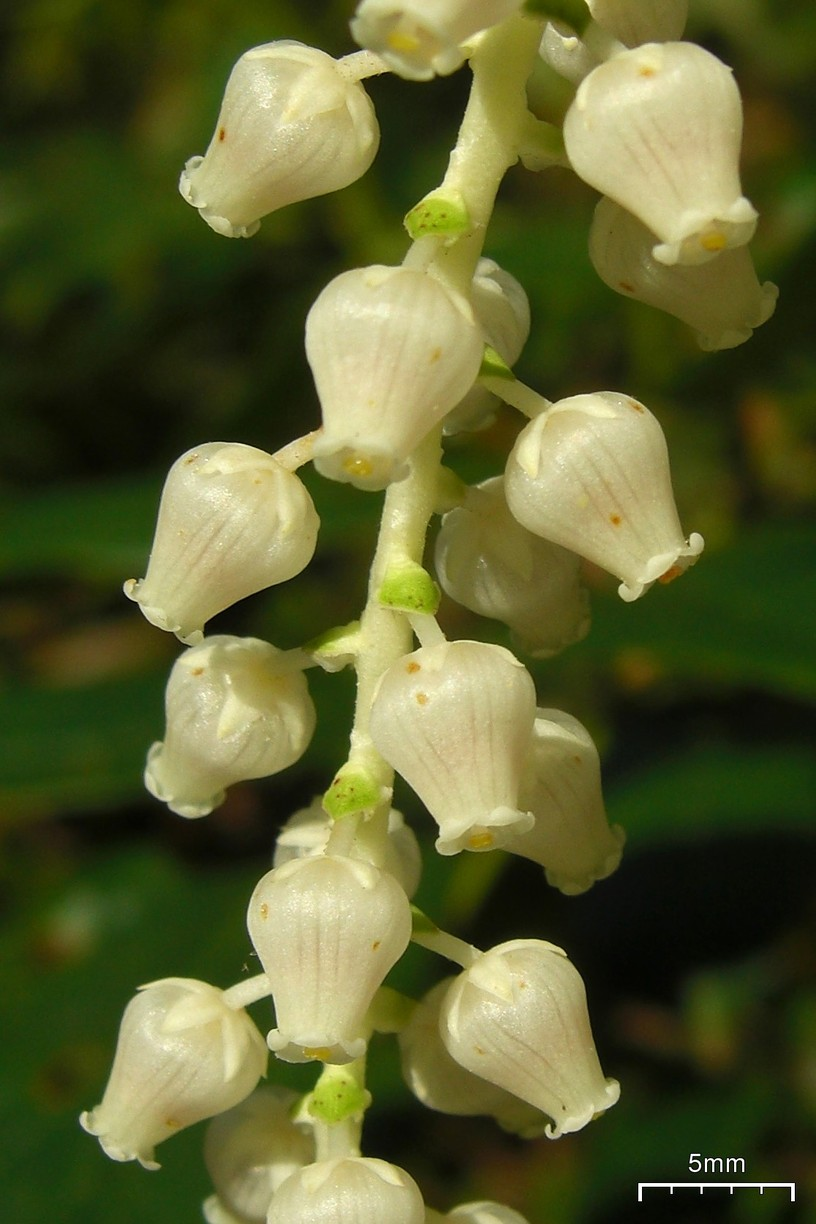
Leucothoe fontanesiana, fleurs à corolle urcéolée.

Les inflorescences axillaires, sont des grappes (racème). 
Les fleurs, à symétrie pentamère, présentent un calice à lobes courts, et une corolle blanche, urcéolée à tubulaire, avec des lobes recourbés, courts. Les étamines sont beaucoup plus courtes que le tube de la corolle, et présentent des filaments droits, aplatis, et des anthères oblongues, les thèques séparées au-dessus, s'ouvrant chacune par un pore terminal et avec une arête élancée. L'ovaire, supère, est glabre, avec de nombreux ovules par loge. Le stigmate, capité, présente  cinq lobes. 
Le fruit est une capsule loculicide, globuleuse déprimée. 
Les graines aplaties, anguleuses, présentent une testa lisse, brillante, réticulée.

## Distribution et habitat
L'aire de répartition originelle comprend plusieurs aires disjointe d'une part en Amérique du Nord, d'autre part en Asie de l'Est. Aux États-Unis, on trouve trois espèces présentes d'une part dans le Sud-Est du pays (piémont des Appalaches et plaines côtières de la Virginie à la Louisiane), deux espèces Leucothoe axillaris et Leucothoe fontanesiana, et dans l'Ouest (Oregon et Californie), une espèce, Leucothoe davisiae. En Asie, deux espèces sont présentes : Leucothoe keiskei dans l'île de Honshū (Japon), et Leucothoe griffithiana, dans la chaîne de l'Himalaya (Bhoutan, Nord-Ouest de l'Inde, Birmanie, Sud-Ouest de la Chine, Laos et Viêt Nam),. 

## Taxinomie
Le genre Leucothoe a été créé par le botaniste britannique David Don et publié dans le Edinburgh New Philosophical Journal en 1834.

### Synonymes
Selon Plants of the World online (POWO) (17 mars 2007) :
- Cassandra Spach
- Cassiphone Rchb.
- Oreocallis Small
- Paraleucothoe (Nakai) Honda

### Liste d'espèces
Selon The Plant List (10 octobre 2020) :
- Leucothoe acuminata (Aiton) G. Don
- Leucothoe axillaris (Lam.) D. Don
- Leucothoe catesbaei (Walter) A. Gray
- Leucothoe davisiae Torr. ex A. Gray
- Leucothoe editorum Fernald & B.G. Schub.
- Leucothoe fontanesiana (Steud.) Sleumer
- Leucothoe grayana Maxim.
- Leucothoe griffithiana C.B. Clarke
- Leucothoe tonkinensis Dop

Selon Plants of the World online (POWO) (11 octobre 2020) :
- Leucothoe axillaris (Lam.) D. Don
- Leucothoe davisiae Torr. ex A. Gray
- Leucothoe fontanesiana (Steud.) Sleumer
- Leucothoe keiskei Miq.
- Leucothoe griffithiana C.B. Clarke

## Plante ornementale

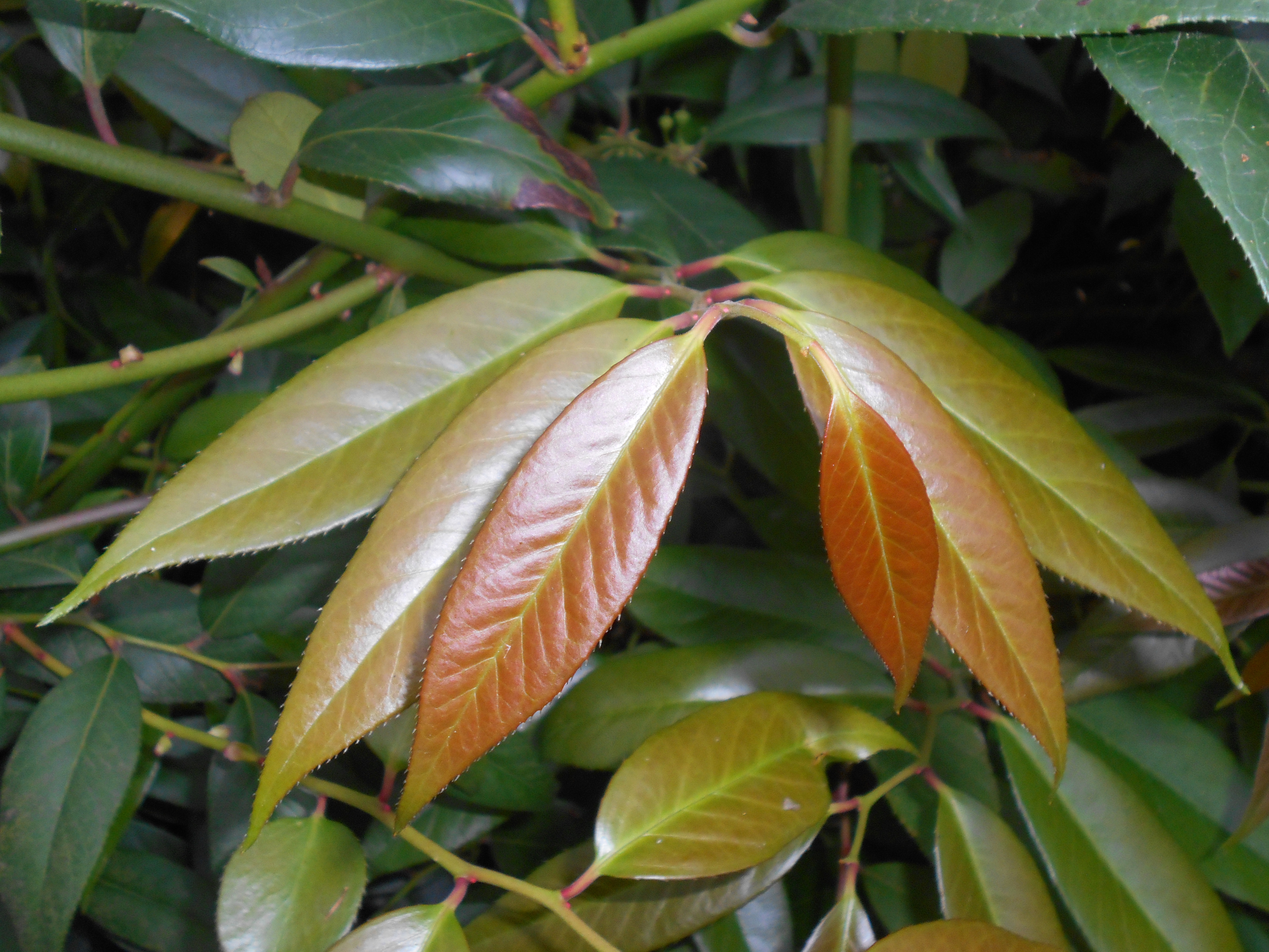
Leucothoe fontanesiana, feuillage.

Il fleurit en mai, aime l'ombre et la mi-ombre. Intéressant pour son feuillage lustré en spirale, un zeste envoutant[style à revoir] tel que la variété Leucothoe axillaris 'Curly Red'. 
Le feuillage est persistant. Les Leucothoe peuvent s'associer avec les plantes de terre de bruyère, ils préfèrent les sols acides.
Lorsque le feuillage est vert brillant, panaché de blanc, avec des nuances de rose et rouge brun, il s'agit de la variété Leucothoe fontanesiana 'Rainbow'.
Il existe également le cultivar Leucothoe fontanesiana 'Scarletta', au feuillage vert et pourpre à reflet bronzé, décoratif toute l'année, surtout l'hiver. Excellente plante pour rocailles et bacs.
D'après le livre Arbres et arbustes d'Horticolor